# Ladeburger Schäferpfühle

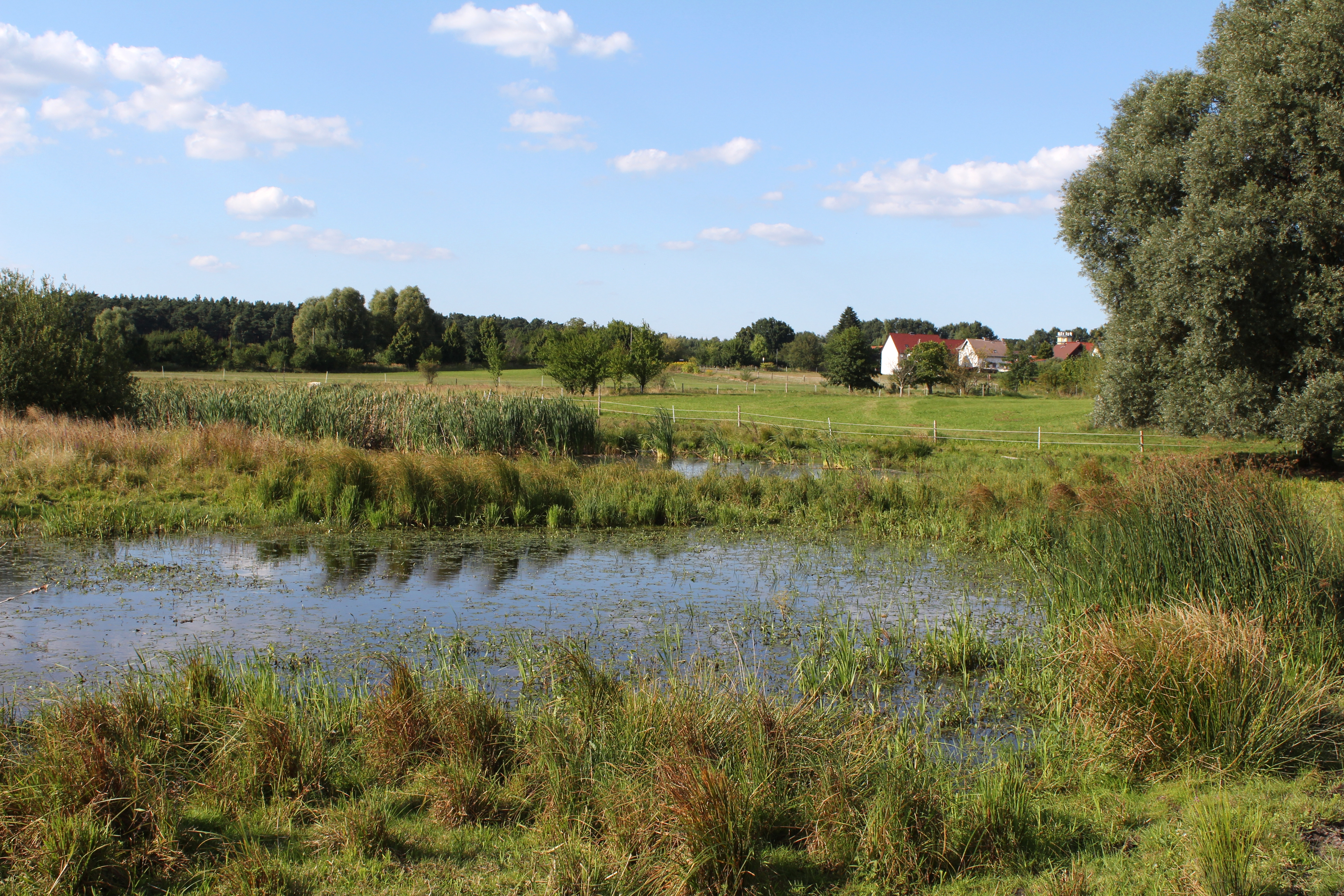
Blick auf die Schäferpfühle

Das Naturschutzgebiet Ladeburger Schäferpfühle befindet sich in der Gemarkung des zur Stadt Bernau bei Berlin gehörenden Ortsteils Ladeburg im Landkreis Barnim. Es hat eine Größe von 26,68 ha. Die Erklärung zum Naturschutzgebiet erfolgte am 19. Dezember 2000. Das Naturschutzgebiet ist Bestandteil des Naturparks Barnim.

## Schutzzweck
Die Unterschutzstellung der westlich von Ladeburg gelegenen Schäferpfühle dient dem Ziel, einen nacheiszeitlich entstandenen Flachmoorkomplex als für den Barnim standorttypischen Lebensraum bedrohter Pflanzengesellschaften und seltener Vogel- und Amphibienarten zu erhalten. 

## Flora
Die Pflanzenwelt der Ladeburger Schäferpfühle wird bestimmt von Feucht- und Frischwiesen, Großseggenriede und Weiden- und Faulbaumgesellschaften. Auf den Wiesen ist das Breitblättrige Knabenkraut (Dactylorhiza majalis) anzutreffen. Auch die Kuckucks-Lichtnelke (Lychnis flos-cuculi) ist zu finden. Um einer Verbuschung der Wiesenlandschaft vorzubeugen, erfolgt seit einigen Jahren eine regelmäßige Beweidung mit Galloway-Rindern.

## Fauna
Die im Naturschutzgebiet vorhandenen zahlreichen Kleingewässer sind Lebensraum der auf der Roten Liste Brandenburgs stehenden und vom Aussterben bedrohten Rotbauchunke (Bombina bombina), dem Wappentier des Naturparks Barnim. Weitere Amphibienarten sind heimisch. Zahlreiche bestandsbedrohte Vogelarten und Durchzügler nutzen die Schäferpfühle als Brut- und Rastplatz. Der in Ladeburg brütende Weißstorch (Ciconia ciconia) ist in den Sommermonaten regelmäßig auf den Wiesen bei der Nahrungssuche zu beobachten.